# All I See
"All I See" је поп и R&B песма аустралијске певачице Кајли Миног, објављена је као сингл са њеног десетог студијског албума X у 11. марта 2008. године у издању дискографске куће Парлофон.

## Издавање сингла и промоција
Песму су написали Јонас Јеберг, Мич Хедин Хансен, Едвин Серано и продуцирали је Јеберг и Катфатер. Издата је формату за дигитално преузимање у Северној Америци у 11. марта 2008. Песма је објављена на америчким радио-станицама у 15. априла 2008. године. Верзија која укључује репера Мимса објављена је на радијским станицама и као бонус песма на америчком издању албума X.
Да промовише сингл и албум у САД, Миног се појавила у неколико телевизијских емисија. 31. марта 2008. године појавила се у Ен-Би-Си програму Today Show да је интервјуише Матт Лауер. У 1. априла 2008. године Миног је извела "All I See" уживо у америчкој верзији емисије Dancing with the Stars.

## Формати и спискови верзија
Амерички промотивни CD сингл 1
1. "All I See" – 3:04
2. "All I See" (инструментал) – 3:04

Амерички промотивни CD сингл 2
1. "All I See" (с Мимс) – 3:51
2. "All I See" – 3:04

Аустралијско издање за дигитално преузимање
1. "All I See" (с Мимс) – 3:51
2. "All I See" (албумска верзија) – 3:04
3. "In My Arms" (Spitzer Dub) – 5:05

## Топ листе
| Топ лествица (2008)        | Највиша позиција на листи |
| -------------------------- | ------------------------- |
| Канада                     | 81                        |
| Румунија                   | 92                        |
| САД (Hot Dance Club Songs) | 3                         |
| Аустралија (Airplay)       | 12                        |

## Историја издања
| Држава      | Датум             | Формат            |
| ----------- | ----------------- | ----------------- |
| SAD         | 11. марта 2008.   | дигитални скидање |
| SAD         | 15. априла 2008.  | Radio airplay     |
| Аустралија  | 1. децембра 2008. | дигитални скидање |
| Нови Зеланд | 1. децембра 2008. | дигитални скидање |